# Za lahko noč

Zbirka pravljic Za lahko noč je zbirka znane pisateljice Ele Peroci. 
Zbirka obsega 42 pravljic.

## Predstavitev zbirke
Zbirka je izšla leta 1985, v 7000 izvodih. Izšla je v zbirki Sončnica, izdala pa jo je Mladinska knjiga. Natisnila pa jo je Tiskarna Mladinska knjiga.
V zbirki so ilustracije Ančke Gošnik-Godec.
Zbirko sestavljajo pravljice:
- Stara hiša št. 3
- Nedelja 
- Tiskočkratlepa
- Hišica iz kock
- Kdo se bo igral z menoj
- Sneženi možek
- Rumena trobentica
- Smetana
- Rdeče-črno kockasta obleka
- Jama treh bratov
- Teta Joče
- Moja risanka
- Muca copatarica
- Moj dežnik je lahko balon
- Jaz imam, ti pa nimaš
- Violinski ključ
- Skodelica z rdečim robom
- Sedem bratov
- Babica plete rokavice
- Senca
- Resnična pravljica o petu in učiteljici
- Majhno kot mezinec
- Pustne šeme
- Zgodba o ljudeh in njihovih otrocih
- V mestni šivalnici
- Prvi april
- Telefon
- Ograja v rožah
- Naš avto 
- Babičin dan
- Copate sem pozabila
- Črni Peter je dobil azijsko gripo
- Ogledalce
- Bob ob steno
- Modro in rdeče
- Za lahko noč
- Valovi in valovi
- Kdaj je Ljubljana najlepša
- Deklica iz papirja
- V hišico je priteklo morje
- Tacek
- Kje so stezice
Najbolj znane pravljice iz zbirke so: Muca copatarica, Tisočkratlepa, Moj dežnik je lahko balon, Hišica iz kock

## Interpretacija pravljic - kratke obnove
Ogledalce
Pravljica govori, o deklici z imenom Ninica, ki se je vedno rada smejala. Vsem otrokom in ljudem okoli nje je namenila nasmeh, saj je za otroke značilno, da se radi smejijo. Njen smeh je bil najbolj glasen smeh daleč na okoli. 
Nekega dne, pa so ji njeno nasmejanost drugi zamerili. Tako drugi otroci, kot njeni starši. Ninico je to se bolj nasmejalo, saj je gledala otožne obraze. 
Ninica je rasla in rasla in se še vedno smejala, kljub temu, da so jo vsi spraševali, zakaj še vedno tak glasen, neutruden smeh.
Nekega dne, pa se je Ninica odločila da se ne bo več smejala. Utihnila je in se ni več z
menila za nikogar. Vsi okoli nje pa so bili srečni da se je Ninica malo umirila, in niso niti spraševali, niti se zanimali zanjo. 
Nekega dne, pa je našla majhno ogedalce, se pogledala vanj, in se nasmejala. Od takrat naprej se Ninica smeji v ogledalce, saj ji le-ta da prijazen odgovor in se ji »nasmehne« nazaj. 
Zopet se je odpravila na ulice in si požvižgavala, saj je v žepu skrivaje nosila svoje ogledalce.
Nedelja
Nedelja je naslov pravljice, ki govori o dveh majnih deklicah-sestricah, ki sta tako oboževali nedelje, da sta jih komaj čakali. Vsako nedeljo sta preživeli z mamo in očetom, saj je bil dela prost dan. Tako močno sta si želeli ta dan, da sta se neko noč prebudili (bil je petek). Z navdušenjem sta preštevali dneve in navsezadnje napačno preštele da bo jutr, ko se zbudita nedelja. Z veseljem sta zaspali, zjutraj pa sta babici povedale da je nedelja. Babica niti pomislila ni, da gre za zmoto. Napotila jih je po starše, saj sta bila »po pomoti« v službi, kar sta se deklici tudi začudili. Ko sta hodili po cesti, sta srečevali različne ljudi in bili sta presenečeni zakaj so vsi na delovnem mestu. Ko so vsi po pogovoru z Tinko in Tonko odšli domov, veseli, da je nedelja sta navsezadnje prišli do očeta, s katerim so na poti domov pobrali še mamo. Na poti so srečali miličnikam in ta jim je povedal, da gre za hudo zmoto. Deklici sta se zavedli, kaj sta povzročili. Miličnik jim je prizanesel in jih pustil domov, tako da so preživeli kar »dve nedelji«. 
Vsi otroci so bili navsezadnje zelo srečni, da so preživeli z družino eno zmotno in naslednjo pravo nedeljo.
Sneženi možek
Sneženi možek je po pomoti ostal na novoletnem drevesu, ko so ga po novem letu pospravili. Dedek ga je zaprl v drvarnico in čisto pozabil nanj.Nadležna luna ga je obsijala in sneženi možek jo je prosil, da naj ga ne moti saj bi rad zaspal. S preštevanjem gumbov na svoji suknjici si je krajšal noč, saj mu je luna z močnim sijanjem v drvarnico pregnala spanec.
Luni je pripovedoval o dogodkih, ki so se zgodili na silvestrovo. Opisoval je veselje deklice s črnimi lasmi, ki se ga je tako razveselila. Vsi so dobivali in odpirali darila, le deklica je tiho sedela. Navsezadnjepa je tudi ona dobila svoje darilo. Ob vsem tem veselju je bil tudi sneženi možek srečen.
Imeli pa so še eno punčko, ki ni dobila ničecar in sneženi možek je premišleval, kaj bi podaril njej, ki ni dobila nič.
Še vedno je opazoval življenje in majhno dete, ki je raslo. 
Sneženemu možku je bilo težko, saj je bil kjub temu, da so prazniki minili še vedno privezan na drevesce.
Ko pa je najmanj pričakoval mu je miška, ki je pritekla iz luknjice pregriznila nitko, ki ga je držala na drevescu. Sneženi možek je pristal na tleh, miška pa je izginila. Hodil je in hodil do hiše in vrata so bila odprta.
Deklica s črnimi lasmi, je naslednje jutro zagledala sneženega možka in ga stisnila k sebi. Sneženi možek je bil na koncu pravljice srečen kot še nikdar.
Teta Joče
Teta Joče so poimenovali pravljično osebo, ki je že kot majhna vedno jokala. Bila je sirota in starša sta ji že v otroštvu umrla. Živela je sama, hrano si je pridelovala na vrtu. 
Vsi v vasi so vedeli da neutrudno joče. Tudi, ko bi se morala oženiti ni sprejela nikogar in je zavračala vsakogar, saj si je želela muzikanta.
Postrala se je in se odločila da si splete punčko iz cunj. Tudi oblekla jo je in jo tako lepo pazila, da ji je nekega dne punčka rekla »mama«.
Od takrat teta Joče ni več jokala. 
Muca Copatarica
Pravljica govori o otrocih, ki živijo v mali vasici in nihče ne od njih ne pospravi copatk za seboj. Starši jih venomer opozarjajo, da bo prišla Muca Copatarica in jim odnesla copatke. Neko jutro, pa se je to res zgodilo. Otroci se spraševali in se klicali, ker niso vedeli, kdo jim je vzel copatke. Napotili so se skozi gozd (kar bosi), do hišice kjer je prebivala Muca Copatarica. Vprašali so jo, če ona ve, kje so njihovi copatki. Muca Copatarica, je imela od vseh otrok copatke zložene na polici. Vse so bili skrbno zakrpani in čisti. Vsi otroci so morali Muci Copatarici obljubiti, da jih bodo od sedaj naprej pospravljali in ne bodo več tako neredni kot doslej. Le en fantek ni dobil svojih copatk. Bil je najmlajši in najbolj nereden od vseh otrok. Ker se je zbal, da bo moral bos domov, je začel jokati. Muca Copatarica, je Bobku obljubila, da mu za zimo zašije nove copatke, le da jih bo skrbno pospravljal.
Muca Copatarica je za zimo vsem otrokom v vasi sešila nove copatke, ki so bili primerno obloženi z zajčjo kožo, le da otrok ni zeblo.

## Liki v pravljicah
Najpogostejši liki, ki so vsem pravljcam v zbirki skupni, so otroci. Ela Peroci jih vključuje prav v vsaki pravljici, vendar ima vsak lik v vsaki pravljici svoje ime, zato je le-teh zelo veliko. 
Poleg otrok srečamo v pravljicah tudi živali in različne igrače (kocke, sanke), ki še dodatno poudarjajo pravljičnost.

## Kratka analiza
V vseh pravljicah, ki so v zbirki Za lahko noč, nastopajo otroci in pravljicam v zbirki je skupen ravno poudarek, da so na koncu vedno otroci tisti, ki so srečni ali pa pripomorejo k temu, da je konec navsezadnje srečen. 
Pravljice imajo tudi različna sporočila, ki otroke učijo ubogljivosti, poslušnosti (Muca Copatarica), nezavisti (Tisočkratlepa), resnice (Nedelja).